# I-60 (sous-marin)
Pour les articles homonymes, voir I-60.
Le I-60 (イ-60) est un sous-marin japonais de la classe Kaidai (伊号第五三潜水艦, I-gō Dai-Hyaku-gojūsan sensuikan, classe I-53/I-153) de la sous-classe Kaidai IIIb (Type KD3b, Kaidai 3 gata b (海大III型b?)) construit pour la marine impériale japonaise.

## Contexte
Après la Première Guerre mondiale, la marine impériale japonaise a réévalué l'utilisation de la guerre sous-marine comme élément de stratégie de flotte en raison du déploiement réussi de croiseurs-sous-marins à long rayon d'action pour les raids commerciaux des principales marines de combat. Les stratèges japonais en sont venus à réaliser les possibilités d'utilisation de l'arme pour la reconnaissance à longue portée, et dans une guerre d'usure contre une flotte ennemie qui s'approchait du Japon. Deux grands sous-marins japonais à longue portée avaient déjà été construits dans le cadre du programme de la flotte des Huit-six en tant que prototypes (I-51 et I-52), mais l'arrivée le 20 juin 1919 de sept U-boote allemands reçus par le Japon en réparation de guerre à la fin de la Première Guerre mondiale a conduit à une refonte complète. Les Japonais ont rapidement embauché des centaines d'ingénieurs et de techniciens de sous-marins allemands et d'anciens officiers de sous-marins allemands au chômage à la suite de la défaite de l'Allemagne pendant la Première Guerre mondiale, et les ont fait venir au Japon dans le cadre de contrats de cinq ans. L'ONI (Office of Naval Intelligence) américain a estimé que quelque 800 conseillers allemands s'étaient rendus au Japon à la fin de 1920. Les Japonais ont également envoyé des délégations en Allemagne, et ont participé activement à l'achat de nombreux brevets.

## Description
Les sous-marins de la sous-classe KD3B ont été des sous-marins de croisière de conception japonaise produits en série. Ils étaient essentiellement des reproductions de la précédente sous-classe KD3A avec des modifications mineures pour améliorer la tenue en mer.
Ils ont un déplacement de 1 829 tonnes en surface et 2 337 tonnes en immersion. Les sous-marins mesuraient 100 mètres de long, avaient une largeur de 8 mètres et un tirant d'eau de 4,82 mètres. Les sous-marins permettaient une profondeur de plongée de 60 m et un possédaient un effectif de 60 officiers et membres d'équipage. La coque avait presque les mêmes dimensions extérieures que celle du I-52, mais l'épaisseur accrue de la coque intérieure permettait une profondeur de plongée de 60 mètres. Le volume intérieur a été légèrement augmenté en rendant la coque légèrement trapézoïdale en section transversale, au prix de 300 tonnes de déplacement supplémentaire. Les différences externes comprenaient un coupe filet anti-sous-marin à la proue, ainsi qu'un joint torique pour le remorquage.
Sulzer a été retenu comme fabricant des moteurs diesel, dont les performances étaient légèrement supérieures à celles des moteurs du I-52. Pour la navigation de surface, les sous-marins étaient propulsés par deux moteurs diesel de 3 400 cv (2 535 kW), chacun entraînant un arbre d'hélice. En immersion, chaque hélice était entraînée par un moteur électrique de 900 chevaux-vapeur (671 kW). Ils pouvaient atteindre 20 nœuds (37 km/h) en surface et 8 nœuds (15 km/h) sous l'eau. En surface, les KD3A avaient une autonomie de 10 000 milles nautiques (19 000 km) à 10 nœuds (19 km/h); en immersion, ils avaient une autonomie de 90 milles nautiques (170 km) à 3 nœuds (5,6 km/h).
Les sous-marins étaient armés de huit tubes lance-torpilles internes de 53,3 cm, six à l'avant et deux à l'arrière. Ils transportaient une recharge pour chaque tube, soit un total de 16 torpilles. Ils étaient également armés d'un canon de pont de 120 mm (4,7 in) pour le combat en surface.

## Construction
Construit par l'Arsenal naval de Sasebo au Japon, le I-60 a été mis sur cale le 10 octobre 1927. Il a été lancé le 24 avril 1929  et est nommé I-60. Il a été achevé et mis en service le 24 décembre 1929 et est rattaché au district naval de Sasebo. Le capitaine de corvette (海軍少佐 (Kaigun-shōsa)) Hayashi Seiryo prend le commandement du sous-marin.

## Histoire de service
Lors de sa mise en service, le I-60 est affecté à la 28e division de sous-marins du 2e escadron de sous-marins de la 2e Flotte.
Le 22 juillet 1936, alors qu'il est ancré dans le détroit de Terashima avec les autres sous-marins de son escadron pendant les exercices de guerre, le I-60 est immergé par une mer démontée et subit des dommages mineurs à sa superstructure. La chaîne d'ancre de tribord et un bateau de travail de 5 mètres sont perdus.
Le 2 février 1939 dans le détroit de Bungo, à 52 milles nautiques (96 km) au nord-ouest du phare de Mizunoko, au petit matin, les sous-marins du 1er escadron de sous-marins font route vers leurs stations assignées pour participer à des attaques simulées contre des navires de surface à partir de 7h30.
Le navire-jumeau (sister ship) du I-60, le I-63, sous les ordres du capitaine de corvette (海軍少佐 (Kaigun-shōsa)) Sano Takao arrive à sa station prescrite au large du phare de Mizunoko. À 04h30, il arrête ses moteurs diesels et attend le lever du soleil avec tous les feux allumés.

Le I-60 du capitaine de corvette Nakagawa Hajime fait surface et se dirige lui aussi vers son poste assigné à 12 nœuds (22 km/h). À la suite d'une erreur de navigation, il traverse la zone assignée au I-63. Vers 5h00, l'officier de quart du I-60 aperçoit deux lumières blanches dans la pénombre. Les vigies les confondent avec deux sampans légèrement espacés. L'officier de quart décide de passer entre les bateaux de pêche. Lorsqu'il se trouve à environ 220 mètres, il se rend compte de son erreur et tente de faire demi-tour, mais il est trop tard!.

À bord du I-63, le capitaine de corvette Sano, convoqué sur la passerelle, donne les ordres : "En avant toute, plein gaz!" et "Fermez toutes les portes étanches!" mais il est trop tard! Le I-60 éperonne le I-63, ouvrant le ballast tribord et le compartiment des machines auxiliaires. En quelques minutes, le I-63 coule par 320 pieds (100 m) de fond, emportant 81 hommes avec lui. Le I-60, dont le réservoir de flottabilité avant a été écrasé, sauve le capitaine de corvette Sano et six hommes d'équipage.

Après l'accident, une cour d'enquête constate que le I-60 avait des procédures de veille insatisfaisantes et une gestion inadéquate des officiers de quart. La cour conclut également que l'erreur de navigation du I-60 a contribué à l'accident. Le capitaine de corvette Nakagawa, qui, au moment de la collision, se trouvait hors de la passerelle et en dessous, assume l'entière responsabilité de l'accident. Il est jugé par la cour martiale et suspendu de ses fonctions. Il sera promu capitaine de frégate plus tard par ses contemporains.
Le 6 janvier 1941, le drapeau de la 28e division de sous-marins est temporairement transféré du I-59 au I-60. Le 29 janvier 1941, le drapeau de la 28e division de sous-marins est rendu au I-59.
Le 6 décembre 1941 commence l'Opération "M", l'attaque des Philippines du Sud. Le 8 décembre, alors qu'il est nominalement affecté à la Force d'invasion de la Malaisie, le I-60 est modernisé au chantier naval de Tama Zosensho. Probablement au cours de cette modernisation, les tubes de torpilles de type 15 sont équipés de réservoirs d'impulsion. Après une brève mise au point, le I-60 est transféré à Kobe dans le courant du mois.
Le 26 décembre 1941, le I-60 est réaffecté à l'unité sous-marine B, destinée aux opérations dans l'océan Indien.
Le 31 décembre 1941, le I-60 part de Kobe avec le I-59 et arrive le 5 janvier 1942 à Davao en Philippines. Le 9 janvier 1942, le I-60 est à nouveau désigné comme le navire amiral de la 28e division de sous-marins. Le 10 janvier 1942, le I-60 et le I-59 partent de Davao pour sa première patrouille de guerre avec le I-60. Ils naviguent au sud des îles de la Sonde, à travers la mer de Banda, jusqu'aux Célèbes, dans les Indes orientales néerlandaises. Le I-59 patrouille dans la mer des Moluques.
Du 7 au 13 janvier 1942 se déroule l'Opération "H", l'invasion des Célèbes. Les forces d'invasion du vice-amiral Takahashi débarquent sur Mendado et Kema sous protection maritime des ouvertes du 5e escadron de sous-marins avec les sous-marins I-59, I-60, I-62, I-64, I-65 et I-66. Une fois cette action terminée, le I-60 doit se rendre à Penang en passant par la côte ouest de Sumatra après avoir patrouillé à l'entrée sud du détroit de la Sonde.

### Naufrage
Le 17 janvier 1942, dans la mer de Java, 22 milles nautiques au nord-nord-ouest de l'île Krakatoa, le destroyer HMS Jupiter du Lieutenant Commander Norman V. J. T. Thew escorte l'ancien paquebot SS Washington, devenu le transport de troupes USS Mount Vernon (AP-22), en route vers Aden après avoir débarqué les troupes britanniques et canadiennes à Singapour.

Détaché de l'escorte du Mount Vernon, le HMS Jupiter fait la course pour répondre à un message de détresse d'un marchand voisin. Après une chasse ASDIC de deux heures, le Jupiter détecte un contact sous-marin et lance deux attaques dévastatrices à l'aide de charges sous-marines. Le I-60, fortement endommagé, fait surface à l'arrière de Jupiter- trop près pour qu'il puisse utiliser son armement principal.

Le I-60 est endommagé et incapable de plonger, mais Hasegawa tente de combattre le destroyer avec son canon de pont de 120 mm (4,7 pouces). Le Jupiter change de cap et ouvre le feu avec son canon Oerlikon AA de 20 mm tribord. Alors que les marins du I-60 sortent de la tour de contrôle pour prendre en main le canon de pont, les Japonais sont ratissés par le feu du Oerlikon de 20 mm du Jupiter. Alors qu'ils tombent, d'autres artilleurs courent pour prendre leur place. Le I-60 parvient à tirer sept à huit obus par minute, même si les Oerlikon continuent de ratisser l'équipage du canon.

L'un des obus de 120 mm du I-60 met hors de combat le bâti "A" du Jupiter, un canon double à tourelle ouverte, tuant trois hommes et en blessant neuf. Le Jupiter tire alors deux torpilles sur le sous-marin, mais celles-ci manquent également.

Les quatre canons de 120 mm restants du Jupiter obtiennent deux ou trois tirs sur le I-60; son canon de pont n'est plus occupé, mais il riposte au tir d'une mitrailleuse de 7,7 mm. De la fumée s'échappe du sous-marin en gîte.

Le Jupiter se rapproche du I-60 à pleine vitesse, faisant taire sa mitrailleuse avec un tir de 20 mm. Un autre obus de 120 mm touche le I-60 entre la poupe et la tour de contrôle. Une explosion interne se produit, après quoi de la fumée et des flammes sortent de la tour de contrôle, qui semble maintenant être en feu. 

Le Jupiter passe à 4 m par le travers du I-60 et largue une charge de profondeur peu profonde. Son explosion projette un marin hors de la tour de contrôle et une nappe de flammes s'élève à 4 à 6 m de celui-ci. Le I-60 coule par l'arrière dans 900 m d'eau à la position géographique de 6° 19′ 30″ S, 104° 49′ 20″ E. Seuls trois membres de l'équipage du I-60 sont récupérés et faits prisonniers, dont l'un meurt plus tard. 84 sous-mariniers sont perdus.
Le 10 mars 1942, le I-60 est retiré de la liste de la marine.